# Wugigarra wanjuru
Wugigarra wanjuru là một loài nhện trong họ Pholcidae. Loài này được phát hiện ở Queensland.